# Blanca Treviño
Blanca Avelina Treviño de Vega (Monterrey, Nuevo León, México, 8 de mayo de 1959) es una especialista en tecnología mexicana. Es presidenta y directora ejecutiva de Softtek, empresa mexicana de TI, el proveedor independiente de servicios de TI más grande de Latinoamérica.

## Formación académica
Blanca Treviño estudió la carrera de Licenciado en Sistemas de Computación Administrativa del Instituto Tecnológico de Estudios Superiores de Monterrey campus Monterrey.

## Trayectoria
En 1982, junto a otros socios, funda Softtek. Fue pieza clave en la expansión de la empresa de servicios de TI, con presencia en Argentina, Brasil, Chile, Colombia, España, Venezuela, China, e India, así como en Estados Unidos.
Blanca Treviño ha sido pieza clave para la entrada de Softtek en el mercado  estadounidense, a través de la iniciativa Nearshore, basada en proveer servicios de outsourcing a clientes geográficamente próximos.
A partir de 2000 es directora general de la compañía y presidenta de Consejo Directivo. Anteriormente se había desarrollado como Team leader, vicepresidenta de Ventas y Marketing y directora general para los Estados Unidos.
Actualmente Softtek tiene más de mil profesionales de la computación exportando servicios de tecnología a Estados Unidos, país cuyo mercado representa las dos terceras partes del que existe en el mundo, y cuyos resultados han proyectado internacionalmente a esta empresa mexicana.

## Membresías
Blanca es miembro de la Junta Directiva del Pacto Mundial de las Naciones Unidas. Anteriormente, fue Copresidenta del Consejo de Administración de la Alianza para Centroamérica, una iniciativa apoyada por el vicepresidente de Estados Unidos. En 2018, se convirtió en la primera mujer nombrada miembro del Consejo Mexicano de Negocios, que representa a las empresas más grandes de México.
Participó durante 15 años como Consejera Independiente de Walmart México, así como de empresas extranjeras como Goldcorp y empresas estatales como la Comisión Federal de Electricidad (CFE).
Treviño forma parte de los consejos de administración de la Bolsa Mexicana de Valores, Grupo Lala y Altán Redes, una empresa pública de telecomunicaciones en México. Además, es asesora de la Escuela de Ingeniería del MIT, la Americas Society/Council of the Americas y el Consejo Iberoamericano de Productividad y Competitividad. También colabora con diversas universidades, entre ellas, el Tecnológico de Monterrey, donde ella misma estudió.

## Reconocimientos
En 2009 fue reconocida por la revista CNN Expansión como una de las 50 mujeres poderosas de México, en cuyo ranking ocupa el cuarto lugar. En 2011, la Endeavor, organización internacional que promueve el desarrollo de nuevos emprendedores, reconoció su experiencia como emprendedora.En 2015 la revista Forbes México le entregó el Reconocimiento Forbes a la Excelencia Empresarial.
Blanca Treviño fue la primera mujer en ser introducida al Outsourcing Hall of Fame, de la Asociación Internacional de Proveedores de Outsourcing (IAOP International Association of Outsourcing Providers).